# Stenoma capsiformis
Stenoma capsiformis es una especie de polilla del género Stenoma, orden Lepidoptera.
Fue descrita científicamente por Meyrick en 1930.

## Descripción
Mide 14 mm.